# TAAG Angola Airlines
TAAG Angola Airlines – angolskie narodowe linie lotnicze z siedzibą w Luandzie.